# BTR-50
Il trasporto truppe cingolato (APC) BTR-50 (in russo БТР-50, Бронетранспортер? o Bronetransportyor, "trasportatore corazzato"), tipico della tecnologia sovietica degli anni 1950, è un derivato del PT-76, con lo spazio sufficiente per 2 squadre di fanteria, eccellenti doti anfibie, con grande spazio data la sua sagoma larga e lunga, anche se non alta. La sua limitazione principale è la mancanza di portelloni posteriori, ancora una volta dovuta alla costruzione originalmente mancante di tetto e, a parte questo, l'armamento è in genere limitato a una sola mitragliatrice leggera. Per questi motivi esso ha finito per essere sostituito dagli aggressivi BMP-1. Componenti della famiglia di questi scafi sono i lanciatori degli SA-6 Gainful e gli ZSU-23-4 Shilka.

## Il progetto

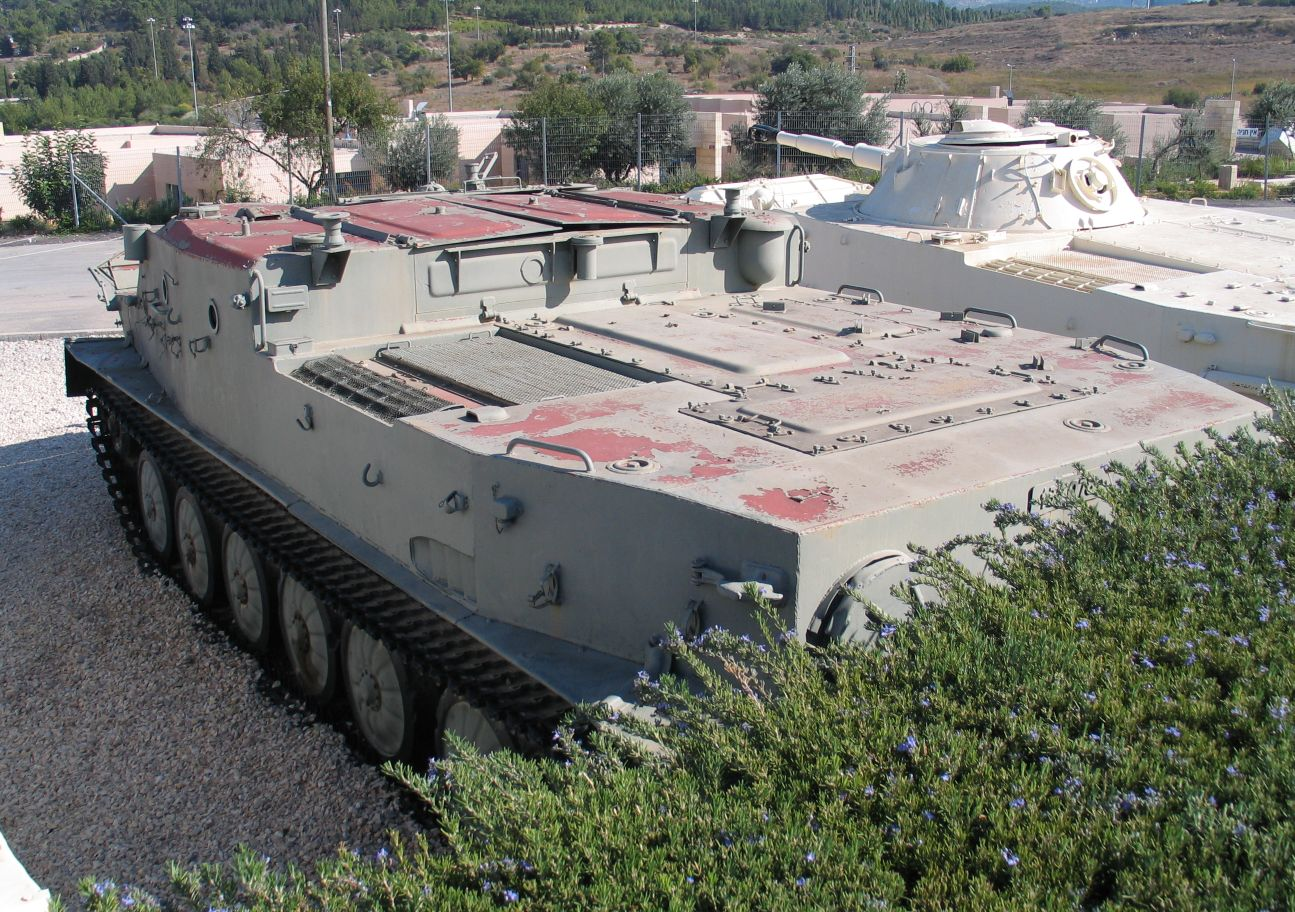
vista posteriore del BTR-50PK

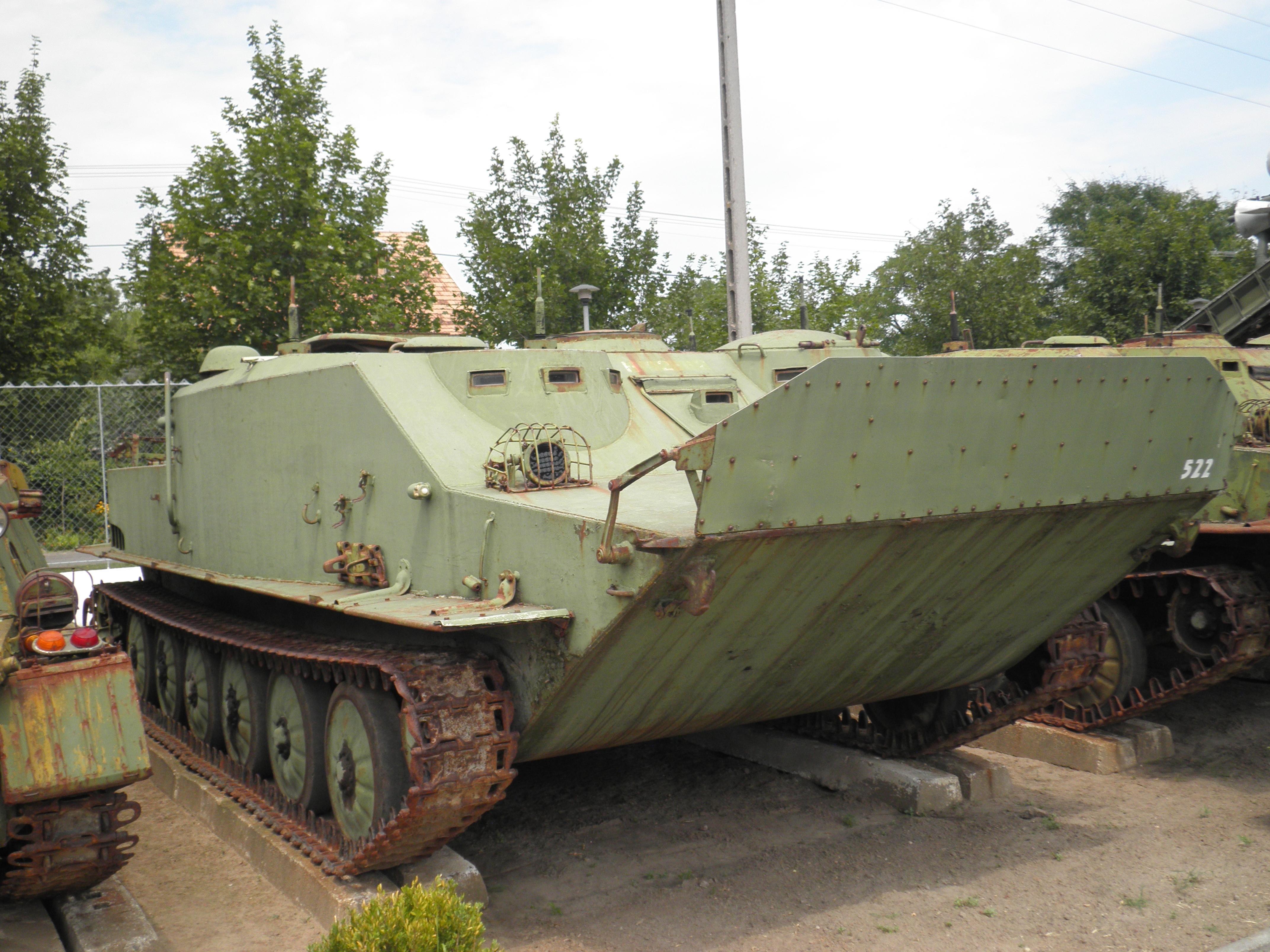
Un BTR-50PU

Entrato in servizio come primo dei cingolati per fanteria sovietici, il BTR-50 era un mezzo semplice e per certi versi improvvisato.
Esso era niente più che un PT-76 con la torretta e il soffitto rimossi e con il pilota nella posizione anteriore del veicolo, accanto al capocarro.
Dietro di loro aveva posto un vano per trasportare 10 fanti, in panche sistemate in senso trasversale rispetto al veicolo.
Infine la parte posteriore era dedicata al comparto motore, con idrogetti per raddoppiare la velocità in acqua.
Il comparto equipaggio non aveva protezione superiore, così i fanti erano esposti alla minaccia di attacchi dall'alto e degli agenti NBC (nucleari, biologici, chimici). Essi potevano se non altro evitare ii colpi di calore nei climi più caldi, e azionare una mitragliatrice leggera PKT. L'armamento vedeva poi una soluzione molto interessante nel fatto che il mezzo aveva, sopra il comparto motore, delle rampe per un cannone controcarri da 57 o addirittura da 85mm, che volendo, oltre che essere trasportato dal BTR. poteva anche essere azionato da sopra lo stesso mezzo, dandogli così un'insolita potenza di fuoco, ineguagliata fino all'avvento dei moderni IFV. Naturalmente, questi cannoni non erano la dotazione normale.
Il BTR-50PK ebbe invece il tetto completamente chiuso. Questo determinò, essendo il mezzo dotato di un motore posteriore, delle difficoltà di entrata ed uscita dal veicolo, tramite una porta superiore al comparto truppa, peraltro assai spazioso.
L'armamento ebbe sempre uno spazio marginale, ma se non altro almeno alcuni veicoli ebbero una torre totalmente chiusa, sul davanti, per il capocarro e armata con una 7,62mm.
Altri mezzi conosciuti erano 2 diversi tipi di carri comando, designati BTR-50PU, con soffitto chiuso ed elettrogeneratori potenziati.

## Ultime versioni
Superato dal BMP in potenza di fuoco, corazzatura e velocità (non in acqua), il BTR-50 ha cominciato ad essere messo in seconda linea durante gli anni '70, ma ne sono comparsi almeno 2 nuovi modelli. Uno, il MTK, è un BTR con un lanciarazzi per tubi esplosivi, che viene usato per aprire passaggi in campi minati: lanciati su questi, i tubi esplodono distruggendo le mine più vicine, in un raggio sufficiente per aprire un varco. Non è chiaro se si tratti di lanciarazzi multipli oppure di sistemi tipo la 'vipera', in uso in Occidente.
L'altro, l'MTP, è un veicolo che sfrutta lo spazio interno per essere usato come officina, onde dare supporto ai battaglioni con i BMP. Anch'esso ricopre dunque un ruolo fondamentale per l'efficienza dei mezzi in azione.

## OT-62 Topas
Si tratta di una copia cecoslovacca del BTR-50PK realizzata in collaborazione con la Polonia. Ha un propulsore più potente del mezzo sovietico ed alcuni modelli sono dotati di torretta. Dato che il propulsore, un diesel a raffreddamento liquido da 300HP, è collocato posteriormente, i 12-18 uomini trasportati possono utilizzare solo i due piccoli portelli laterali e quelli superiori. In Cecoslovacchia il mezzo era indicato come OT-62 e in Polonia come Topas, e ha avuto un buon successo di vendite all'estero, avendo due idrogetti che assicurano buone capacità anfibie e una velocità massima in acqua di 10,8 km/h. La blindatura massima è di appena 10mm. I modelli conosciuti sono i seguenti:
- OT-62 o Topas Modello 1: Versione base.
- OT-62B o Topas Modello 2: Si tratta del modello utilizzato dall'allora Cecoslovacchia dotato di una piccola torretta con una mitragliatrice da 14,5mm e una da 7,62mm e la possibilità di installare un cannone senza rinculo T-21 da 82mm.

Gli OT-62 sono stati utilizzati dall'Egitto durante la Guerra dei sei giorni e la Guerra dello Yom Kippur.Alcuni furono catturati da Israele, che li impiegò a sua volta. L'Iraq li utilizzò nelle due guerre del Golfo.